# Anolis aquaticus
Anolis aquaticus är en ödleart som beskrevs av  Taylor 1956. Anolis aquaticus ingår i släktet Anolis och familjen Polychrotidae. Inga underarter finns listade i Catalogue of Life.
Denna ödla förekommer i sydvästra Costa Rica och västra Panama. Den lever i låglandet och i bergstrakter mellan 30 och 2200 meter över havet. Exemplaren vistas i regnskogar, galleriskogar och träskmarker.
Anolis aquaticus sitter ofta på stenar, träbitar och blad intill vattendrag. Den har bra simförmåga. Honan lägger en eller sällan två ägg per tillfälle och gömmer de mellan stenar eller i en sänka. Ödlan skapar en luftbubbla framför näsan när den dyker. Så blir tiden under vattenytan längre. Däremot kan luften från bubblan flyttas till lungan och tillbaks. Den exakta strategin är därför oklar. Anolis aquaticus har många fiender och vistelsen i vattnet ger ett skydd.
För beståndet är inga hot kända. Hela populationen bedöms som stabil. IUCN listar arten som livskraftig (LC).